# Teorema de Napoleó

Representació del teorema de Napoleó. De color verd, el triangle de Napoleó.

En matemàtiques, el teorema de Napoleó estableix que si es construeixen triangles equilàters sobre els costats d'un triangle qualsevol, siguin tots cap enfora o tots cap endins, llavors els centres d'aquests triangles equilàters formen entre si els vèrtexs d'un nou triangle que serà equilàter.
El triangle que es forma s'anomena triangle de Napoleó (endins i enfora). La diferència entre les àrees d'aquests dos triangles equilàters equival a l'àrea del triangle inicial.
Aquest teorema s'atribueix sovint a Napoleó Bonaparte (1769-1821). Tot i així, només data d'una publicació del 1825 de W. Rutherford, The Ladies' Diary, quatre anys després de la mort de l'emperador francès.